# Karla Štěpánová
Karla Štěpánová, née le 13 septembre 1991 à Zliv est une coureuse cycliste tchèque, spécialiste du cyclo-cross et du VTT.

## Palmarès en cyclo-cross
- 2016-2017
  - Toi Toi Cup #1, Tábor
  - Toi Toi Cup #3, Hole Vrchy
- 2020-2021
  - Classement général de la Toi Toi Cup
  - 3e du championnat de République tchèque
- 2021-2022
  - 3e de la Toi Toi Cup

## Palmarès en VTT

### Coupe du monde
- Coupe du monde de cross-country
  - 2018 : 24e du classement général
  - 2019 : 45e du classement général

### Championnats de République tchèque
- 2015
  -  Championne de République tchèque de VTT